# Morino

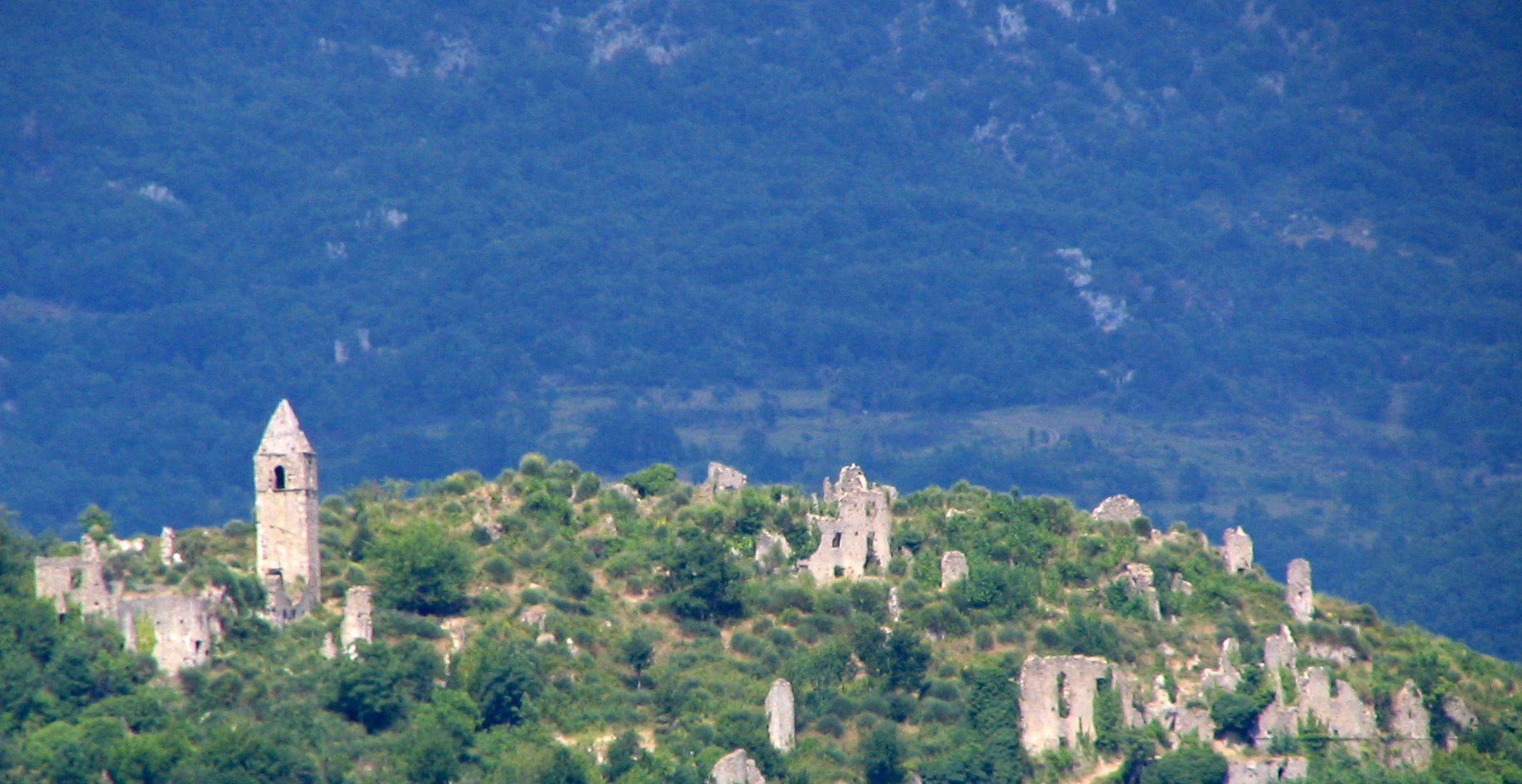
Ruïnes van het oude Morino

Morino is een gemeente in de Italiaanse provincie L'Aquila (regio Abruzzen) en telt 1530 inwoners (31-12-2004). De oppervlakte bedraagt 52,6 km², de bevolkingsdichtheid is 29,4 inwoners per km².
De volgende frazioni maken deel uit van de gemeente: Rendinara, Grancia, Brecciose.

## Demografie
Morino telt ongeveer 617 huishoudens. Het aantal inwoners daalde in de periode 1991-2001 met 3,6% volgens cijfers uit de tienjaarlijkse volkstellingen van ISTAT.
| Jaar | Inwoneraantal |
| ---- | ------------- |
| 1991 | 1603          |
| 2001 | 1545          |

## Geografie
De gemeente ligt op ongeveer 443 m boven zeeniveau.
Morino grenst aan de volgende gemeenten: Alatri (FR), Civita d'Antino, Civitella Roveto, Filettino (FR), Guarcino (FR), San Vincenzo Valle Roveto, Veroli (FR), Vico nel Lazio (FR).

## Geboren
- Giovanni D'Ercole (1947), geestelijke en bisschop